# 佩特里基 (里普基區)
51°43′20″N 30°49′34″E / 51.72222°N 30.82611°E
佩特里基（烏克蘭語：Петрики），是烏克蘭北部的村莊，隸屬切爾尼希夫州的切爾尼希夫區。該村始建於1686年，面積0.49平方公里，海拔高度155米，2001年人口160，人口密度每平方公里326.5人。